# Squadra svizzera di Fed Cup
La squadra svizzera di Fed Cup rappresenta la Svizzera nella Fed Cup, ed è posta sotto l'egida della Swiss Tennis.
La squadra partecipa alla competizione dal 1963, anno della prima edizione, e ad oggi il suo miglior risultato è il secondo posto ottenuto nel 1998 dopo aver perso la finale di Ginevra contro la Spagna per 3-2 e il secondo posto centrato nella Billie Jean King Cup 2020-2021, dove hanno ceduto nell'ultimo atto alla Russia.
Nel 2011 la squadra è stata promossa nel Gruppo Mondiale II, grazie al successo nei play-off sulla Svezia (4-1).
Nel 2012, tentano di approdare agli spareggi per accedere al Gruppo Mondiale, ma si schiantano contro l'Australia (1-4). Tuttavia, riescono a permanere nel Gruppo Mondiale II vincendo per 4-1 sulla Bielorussia.
Nel 2013, si ripete lo stesso copione dell'anno prima: non riescono a qualificarsi ai play-off per accedere al Gruppo Mondiale perdendo nuovamente dall'Australia (1-3). Riescono poi a rimanere nel Gruppo Mondiale II sconfiggendo il Belgio per 4-1. Stessa cosa avviene nel 2014: perde dalla Francia per 3-2 ma poi permane nel Gruppo Mondiale II battendo il Brasile.
Nel 2015, le svizzere invertono la tendenza: Bencic e Bacsinszky trascinano la propria nazionale contro la Svezia (3-1), permettendo alla Svizzera di partecipare agli spareggi per accedere al Gruppo Mondiale; in aprile, le elvetiche sfidano la Polonia delle sorelle Radwańska in trasferta, decidendo di schierare in singolare Martina Hingis (che torna a giocare in singolo per la prima volta dal 2007) e Timea Bacsinszky: mentre Martina cede nettamente ad Agnieszka Radwańska (4-6 0-6), Bacsinszky lascia 3 giochi a Urszula; nella giornata successiva, a sorpresa Bacsinszky batte Agnieszka Radwańska (n°9 del mondo) con un roboante 6-1 6-1 mentre la sorella Urszula tiene vive le speranze della Polonia sconfiggendo Hingis (4-6 7-5 6-1); nel doppio decisivo, Bacsinszky/Golubic si impongono su Radwańska/Rosolska in rimonta (2-6 6-4 9-7), consentendo alle elvetiche di qualificarsi per il Gruppo Mondiale del 2016, evento che non si verificava dal 2004.
Nel 2016, affrontano la Germania nel primo turno del Gruppo Mondiale, schierando Belinda Bencic e Timea Bacsinszky: nel primo match, Bencic batte Petković per 6-3 6-4 mentre Kerber pareggia la situazione sconfiggendo Bacsinszky (6-1 6-3); nella seconda giornata arriva la sorpresa: Bencic si impone sulla n°2 del mondo e fresca vincitrice dell'Australian Open Angelique Kerber (7-6(4) 6-3), portando la propria nazionale sul 2-1 e fornendo a Bacsinszky un importante match-point; tuttavia, Timea fallisce l'occasione, perdendo dalla meno quotata Annika Beck per 5-7 4-6. Il verdetto è rimandato al doppio: Bencic/Hingis superano Petković/Grönefeld per 6-3 6-2, portando la Svizzera in semifinale dopo 17 anni dall'ultima volta. Nel penultimo atto, affrontano la corazzata ceca: senza Bencic, sono Bacsinszky e Golubic le singolariste scelte; nel primo match, Strycová annienta la resistenza di Bacsinszky (6-0 6-2) mentre Golubic (n°129 del pianeta) compie un miracolo battendo la n°18 del mondo Karolína Plíšková per 3-6 6-4 6-4. Nella seconda giornata, Plíšková rispetta il pronostico contro Bacsinszky (6-4 6-2); le speranza delle elvetiche sono ora rivolte a Golubic, che sfida Strycová: Viktorija si impone in rimonta (3-6 7-6(6) 6-1), portando la situazione sul 2-2. Nel doppio decisivo, Allertova/Hradecká lasciano 4 giochi a Hingis/Golubic, interrompendo il cammino della Svizzera in semifinale.
Nel 2017, affrontano le finaliste in carica della Francia: Bacsinszky batte Cornet (7-5 6-4), mentre Mladenovic sconfigge Bencic (6-3 6-4); nella seconda giornata, Bacsinszky vince una lunga battaglia su Mladenovic (7-6(5) 4-6 7-5); Bencic consegna il punto decisivo alle elvetiche grazie al suo successo su Parmentier (6-3 6-4) e poi, con il successo in doppio, la Svizzera chiude per 4-1. In semifinale, trovano la Bielorussia: Golubic cede a Sasnovič in tre parziali (3-6 7-5 5-7) mentre Bacsinszky pareggia battendo Sabalenka (6-4 7-5); nel terzo match, Sasnovič si impone su Bacsinszky (6-2 7-6(2)) e poi Sabelenka consegna alle bielorusse la finale, sconfiggendo Golubic (6-3 2-6 6-4). La Svizzera si consola vincendo il doppio e chiudendo la sfida sul 2-3. 
Nel 2018, sono opposte alla forte Repubblica Ceca al primo turno: Kvitová e Strycová vincono i loro singolari e chiudono sul 3-1, costringendo le elvetiche a disputare i play-off per la permanenza nel Gruppo Mondiale. In aprile, sfidano la Romania nei play-off: la n°1 del mondo Simona Halep fatica ma batte Golubic (6-3 1-6 6-1) e poi Begu non lascia scampo a Bacsinszky (6-4 6-1); nel terzo incontro, Halep dispone delle rientrante Patty Schnyder (6-2 6-1), portando a casa il punto decisivo per le romene; la Svizzera evita il cappotto vincendo il doppio, fissando il risultato sull'1-3. A causa della sconfitta, vengono retrocesse nel Gruppo Mondiale II. 
Nel 2019, disputano lo scontro valevole per il Gruppo Mondiale II: le svizzere si sbarazzano agevolmente dell'Italia (3-1), accedendo ai play-off per il Gruppo Mondiale. Nella circostanza, trovano gli USA: grazie ai due successi di Stephens e alla vittoria di Kenin su Bacsinszky, le americane battono le elvetiche, evitando loro il ritorno tra le prime otto del mondo. 
Nel 2020, la Fed Cup cambia formato e nome (Billie Jean King Cup): ora le squadre che dovevano disputare i play off per il gruppo mondiale, devono passare un turno di qualificazioni per accedere alla nuova fase finale della competizione, che si disputerà a gruppi. Teichmann e Bencic trascinano le elvetiche al successo contro il Canada (3-1), permettendo il passaggio della Svizzera alla fase finale. A causa della pandemia di COVID-19, le finali della Billie Jean King Cup vengono rimandate a novembre 2021: la Svizzera viene inserita nel gruppo D. Nel primo scontro, sfidano la Germania: Golubic supera Petković (6-4 7-5) e Bencic porta il punto decisivo a casa battendo in rimonta Angelique Kerber (5-7 6-2 6-2); Teichmannn/Golubic vincono anche il doppio, chiudendo la sfida sul 3-0. Nel match decisivo per il passaggio del turno, le svizzere affrontano la Repubblica Ceca: Vondroušová si impone su Golubic (6-4 6-2); Bencic mantiene vive le speranza delle elvetiche, superando contro-pronostico la campionessa del Roland Garros Barbora Krejčíková per 7-6(2) 6-2. Nel doppio che determina il passaggio del turno, la coppia che ha vinto l'argento olimpico a Tokyo formata da Bencic e Golubic sconfigge Siniaková/Hradecká per 6-3 6-3, garantendo alla Svizzera la prima semifinale nella competizione dal 2017. Nella circostanza, incrociano l'Australia: Teichmann e Bencic si sbarazzano rispettivamente di Sanders (6-0 6-3) e Tomljanović (6-3 6-2), permettendo alla nazionale elvetica di approdare alla seconda finale nella sua storia, la prima dal 1998. Nell'ultimo atto, cedono alla Russia per 2-0, con Teichmann battuta da Kasatkina (2-6 4-6) e Bencic che si arrende a Samsonova (6-3 3-6 4-6). 
Nel 2022, la Svizzera è qualificata di diritto alla fase finale della Billie Jean King Cup poiché finalista in carica. Inserite nel gruppo A, le elvetiche sfidano l'Italia: Teichmann e Bencic fanno bottino pieno, vincendo sia i singolari che il doppio assieme, conquistando la sfida per 3-0. Nel secondo tie, Golubic e Bencic superano, rispettivamente, Andreescu e Fernandez, chiudendo la pratica Canada con lo score di 2-1. Il team europeo termina il girone al primo posto, tornando in semifinale dopo un anno. Nel penultimo atto, le svizzere affrontano la Repubblica Ceca: Viktorija Golubic si impone su Karolína Muchová con un doppio 6-4 mentre Belinda Bencic prevale su Karolína Plíšková in due set, regalando alla Svizzera la seconda finale consecutiva nella Billie Jean King Cup, la terza della sua storia. Il 13 novembre, nella Emirates Arena di Glasgow, la Svizzera trova l'Australia: Jil Teichmann apre le danze contro Storm Sanders, battendola per 6-3 4-6 6-3. Nel secondo match, Belinda Bencic sconfigge Ajla Tomljanović con un netto 6-2 6-1, chiudendo la contesa sul 2-0 e portando alla nazionale elvetica la prima Billie Jean King Cup della sua storia. 
Nel 2023, la Svizzera ha un posto nella fase finale della Billie Jean King Cup poiché campionessa in carica: inserita nel gruppo A, sfida la Repubblica Ceca, battuta nella semifinale del 2022. Questa volta, le svizzere cedono di schianto per 3-0 alle est-europee, vincendo un solo set in tre match. Il tie con gli Stati Uniti non va meglio per la Svizzera, che viene sconfitta ancora per 3-0, portando a casa solo un set in tre match anche questa volta. Le elvetiche terminano al terzo posto nel girone, risultando eliminate dalla competizione. 

## Risultati
| = Incontro del Gruppo Mondiale |

### 2010-2019
| Anno | Turno                       | Data          | Sede                    | Avversario    | Punteggio | Esito     |
| ---- | --------------------------- | ------------- | ----------------------- | ------------- | --------- | --------- |
| 2010 | Gruppo I, Fase a gironi     | 3 febbraio    | Lisbona (PRT)           | Romania       | 2 – 1     | Vittoria  |
| 2010 | Gruppo I, Fase a gironi     | 4 febbraio    | Lisbona (PRT)           | Portogallo    | 3 – 0     | Vittoria  |
| 2010 | Gruppo I, Fase a gironi     | 5 febbraio    | Lisbona (PRT)           | Croazia       | 3 – 0     | Vittoria  |
| 2010 | Gruppo I, Playoff           | 6 febbraio    | Lisbona (PRT)           | Slovenia      | 0 – 3     | Sconfitta |
| 2011 | Gruppo I, Fase a gironi     | 2 febbraio    | Eilat (ISR)             | Gran Bretagna | 2 – 1     | Vittoria  |
| 2011 | Gruppo I, Fase a gironi     | 3 febbraio    | Eilat (ISR)             | Danimarca     | 2 – 1     | Vittoria  |
| 2011 | Gruppo I, Playoff           | 5 febbraio    | Eilat (ISR)             | Paesi Bassi   | 2 – 1     | Vittoria  |
| 2012 | Gruppo Mondiale II          | 4-5 febbraio  | Granges-Paccot (SUI)    | Australia     | 1 – 4     | Sconfitta |
| 2012 | Spareggi Gruppo Mondiale II | 21-22 aprile  | Yverdon-les-Bains (SUI) | Bielorussia   | 4 – 1     | Vittoria  |
| 2013 | Gruppo Mondiale II          | 9-10 febbraio | Berna (SUI)             | Belgio        | 4 – 1     | Vittoria  |
| 2013 | Spareggi Gruppo Mondiale    | 20-21 aprile  | Chiasso (SUI)           | Australia     | 1 – 3     | Sconfitta |
| 2014 | Gruppo Mondiale II          | 8-9 febbraio  | Parigi (FRA)            | Francia       | 2 – 3     | Sconfitta |
| 2014 | Spareggi Gruppo Mondiale II | 19-20 aprile  | Catanduva (BRA)         | Brasile       | 4 – 1     | Vittoria  |
| 2015 | Gruppo Mondiale II          | 7-8 febbraio  | Helsingborg (SWE)       | Svezia        | 3 – 1     | Vittoria  |
| 2015 | Spareggi Gruppo Mondiale    | 18-19 aprile  | Zielona Góra (POL)      | Polonia       | 3 – 2     | Vittoria  |